# Skotská klapouchá kočka
Skotská klapouchá kočka je plemeno kočky domácí s genovou mutací, která ovlivňuje chrupavky a způsobuje, že uši se sklápějí dopředu a dolů, což kočce dodává „soví“ vzhled. Z velkých chovatelských organizací plemeno uznávají TICA a americká CFA, naopak britská GCCF a převážně evropská FIFe plemeno neuznávají.

## Historie
První známá skotská klapouchá kočka byla venkovská kočka jménem Susie, která byla objevena na farmě ve skotském hrabství Perthshire v roce 1961. Její uši byly neobvykle sklopené dopředu a dolů, takže její tvář připomínala sovu. Když Susie porodila koťata, dvě z nich byla rovněž klapouchá. Jedno kotě získal William Ross, farmář ze sousedství a chovatel koček. Plemeno si zaregistroval u britské chovatelské organizace GCCF v roce 1966 a založil chovný program. Genetici, kteří chovný program sledovali, zaznamenali během tří let narození 76 koťat – 42 klapouchých a 34 s rovnýma ušima. Závěr byl, že klapouchost je způsobována autozomálním dominantním genem.
GCCF zrušila oficiální uznání plemene v roce 1971, když se ukázalo, že řada jedinců trpí vážnými zdravotními problémy, především deformacemi končetin a ocasu. Problémy se objevovaly i u uší, některé kočky byly hluché, jiné trpěly ušními infekcemi či roztoči (později se však ukázalo, že tyto ušní problémy nijak nesouvisely s genem pro klapouchost).
Plemeno přežilo díky tomu, že několik jedinců bylo exportováno do Ameriky. Kočky s neobvyklým vzhledem zaujaly zdejší chovatele a ti vytvořili vlastní chovné programy. Ke stabilizaci plemene byly využity britské krátkosrsté a americké krátkosrsté kočky. Zdravotní problémy týkající se uší se americkým chovatelům podařilo cíleným chovem (viz též sekce Genetika a Zdraví) vymýtit. Pouze množství ušního mazu bývá větší než u ostatních koček. Plemeno je plně uznáno americkou chovatelskou organizací CFA (od roku 1978) a mezinárodní chovatelskou organizací TICA. V Americe jsou skotské klapouché kočky velmi oblíbené (v největší americké chovatelské organizaci CFA jde o sedmé nejoblíbenější plemeno), v Evropě vzácné. Důvodem je i to, že převážně evropská FIFe a britská GCCF plemeno v současnosti uznat odmítají a vyžadují další genetické studie.

## Popis

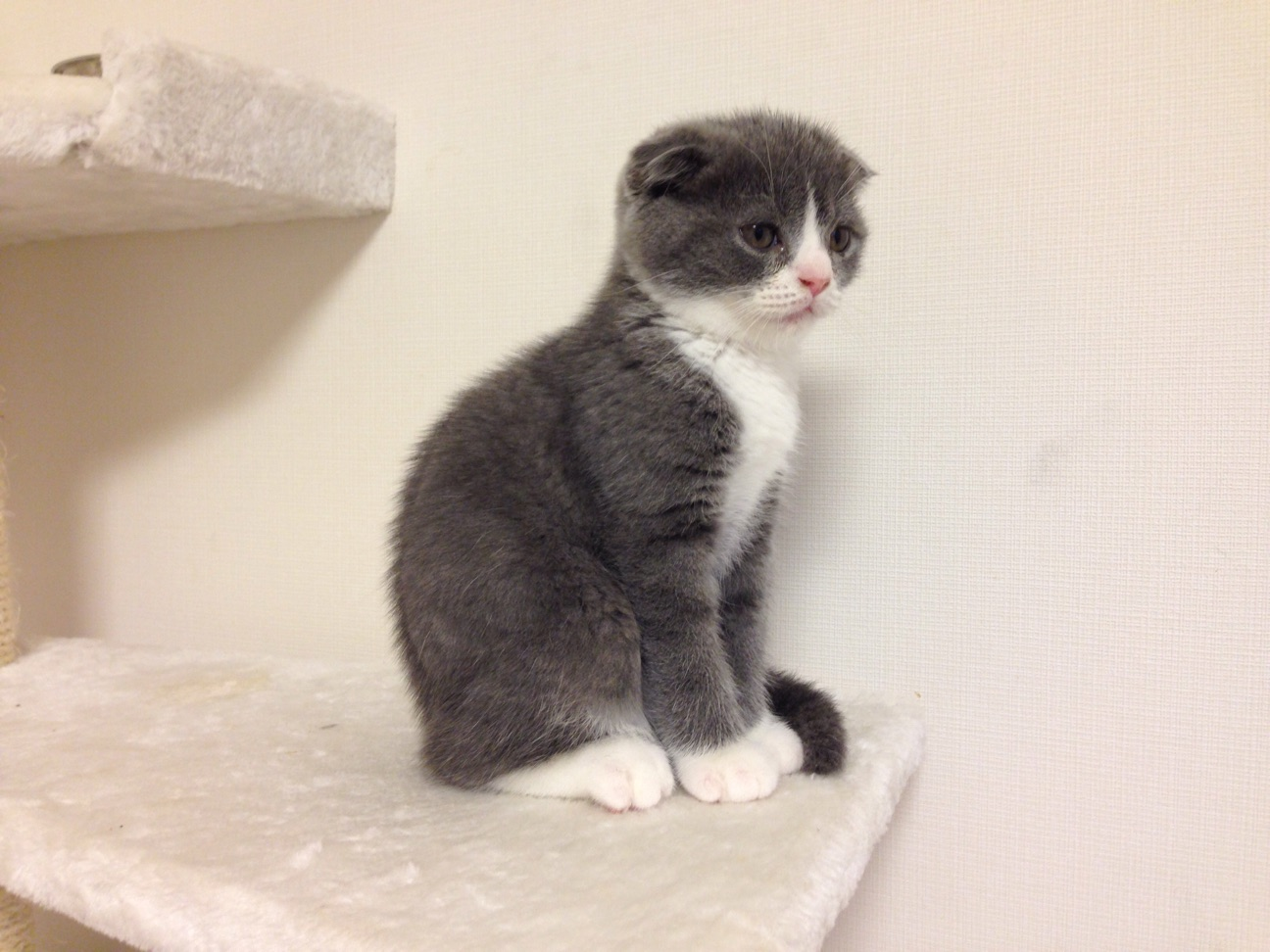
Kotě skotské klapouché kočky

### Tělo
Skotská klapouchá kočka je středně velká kočka, kocouři obvykle váží 4–6 kg, kočky 2,7–4 kg. Hlava a tvář jsou oblé, líce výrazné. Oči jsou velké a kulaté, široce otevřené, se „sladkým“ pohledem. Nos je krátký, s jemnou křivkou. Tělo je oblé, linie hřbetu je vodorovná. Nohy jsou krátké, pevné. Kočka nesmí působit obézně nebo neohrabaně. Ocas je ohebný, středně dlouhý až dlouhý, směrem ke špičce se zužuje.

### Uši
Všechny skotské klapouché kočky se rodí s rovnýma ušima. U koťat, která nesou gen pro klapouchost, se první známky sklápění uší objevují zhruba po 21 dnech. Původní skotské klapouché kočky měly v uších jen jednoduchý záhyb (single fold), jejich uši tak byly jen lehce sklopené, současné kočky však mívají v uších až trojitý záhyb (triple fold), což způsobuje, že uši jsou téměř úplně přiklopeny k hlavě. I když uši jsou sklopené, kočky je nadále používají běžným způsobem ke komunikaci – uši se otáčejí za zvukem, stahují se dozadu, je-li kočka rozzlobená, vztyčují se, jestliže kočka zbystří.
Vystavují se pouze klapouché kočky, ovšem jedinci s rovnýma ušima jsou zcela nezbytní pro chov (viz sekce Genetika a Zdraví).

### Srst
Srst může být krátká i dlouhá – existuje jak skotská klapouchá kočka krátkosrstá (CFA původně uznaná varieta z roku 1978), tak skotská klapouchá kočka dlouhosrstá (varieta uznaná CFA v roce 1993). Přípustné jsou téměř všechny barevné kombinace (i s bílou).Většinou jsou barevné varianty stříbřitá, hnědá, zrzavá nebo hnědá.

### Vlastnosti a povaha
Skotské klapouché kočky jsou obvykle dobromyslné a klidné, velmi dobře se přizpůsobí dalším zvířatům v domácnosti. „Svého“ člověka rády sledují na každém kroku. Jsou inteligentní a hravé, proto je lze i snadno trénovat. Nesnáší samotu – pokud zůstávají samy, mohou propadat depresím.
Rády spí na zádech. Také rády sedávají na zadku, tělo vztyčené, zadní nohy roztažené před sebou a přední nohy položené na břiše (podobně jako třeba vydra) – tzv. „Buddhova pozice“. Nejsou „mnohomluvné“, mají obvykle tišší hlas, pomocí kterého dávají najevo své pocity.

## Genetika
První studie naznačovaly, že klapouchost je způsobena autozomálním dominantním genem. Pozdější studie však naznačují, že gen je pouze neúplně dominantní. Klapouchá kočka může mít buď jednu (heterozygot), nebo dvě kopie (homozygot) genu pro klapouchost (Fd). Kočky s rovnýma ušima by měly mít dvě kopie normálního genu (fd).
|                     |    | Klapouchý homozygot |       |
| Fd                  | Fd |                     |       |
| Klapouchý homozygot | Fd | Fd Fd               | Fd Fd |
| Klapouchý homozygot | Fd | Fd Fd               | Fd Fd |

|                     |    | Klapouchý heterozygot |       |
| Fd                  | fd |                       |       |
| Klapouchý homozygot | Fd | Fd Fd                 | Fd fd |
| Klapouchý homozygot | Fd | Fd Fd                 | fd Fd |

|                     |    | Kočka s rovnýma ušima |       |
| fd                  | fd |                       |       |
| Klapouchý homozygot | Fd | Fd fd                 | Fd fd |
| Klapouchý homozygot | Fd | Fd fd                 | Fd fd |

Z výše uvedených tabulek vyplývá, že spáření klapouchého homozygotního jedince s jakoukoli kočkou bude mít za následek, že všechna koťata budou klapouchá (vždy budou mít alespoň jednu kopii genu pro klapouchost Fd). Klapouché homozygotní kočky však mívají velmi vážné zdravotní problémy, proto je úmyslné křížení za účelem odchovu klapouchých homozygotních koček všeobecně považováno za neetické. Koťata ze zkřížení klapouché homozygotní kočky s obyčejnou kočkou budou všechna heterozygotní klapouché kočky, v chovných programech dbajících na etiku však homozygotní klapouché kočky nebudou k dispozici.
|                       |    | Kočka s rovnýma ušima |       |
| fd                    | fd |                       |       |
| Klapouchý heterozygot | Fd | Fd fd                 | Fd fd |
| Klapouchý heterozygot | fd | fd fd                 | fd fd |

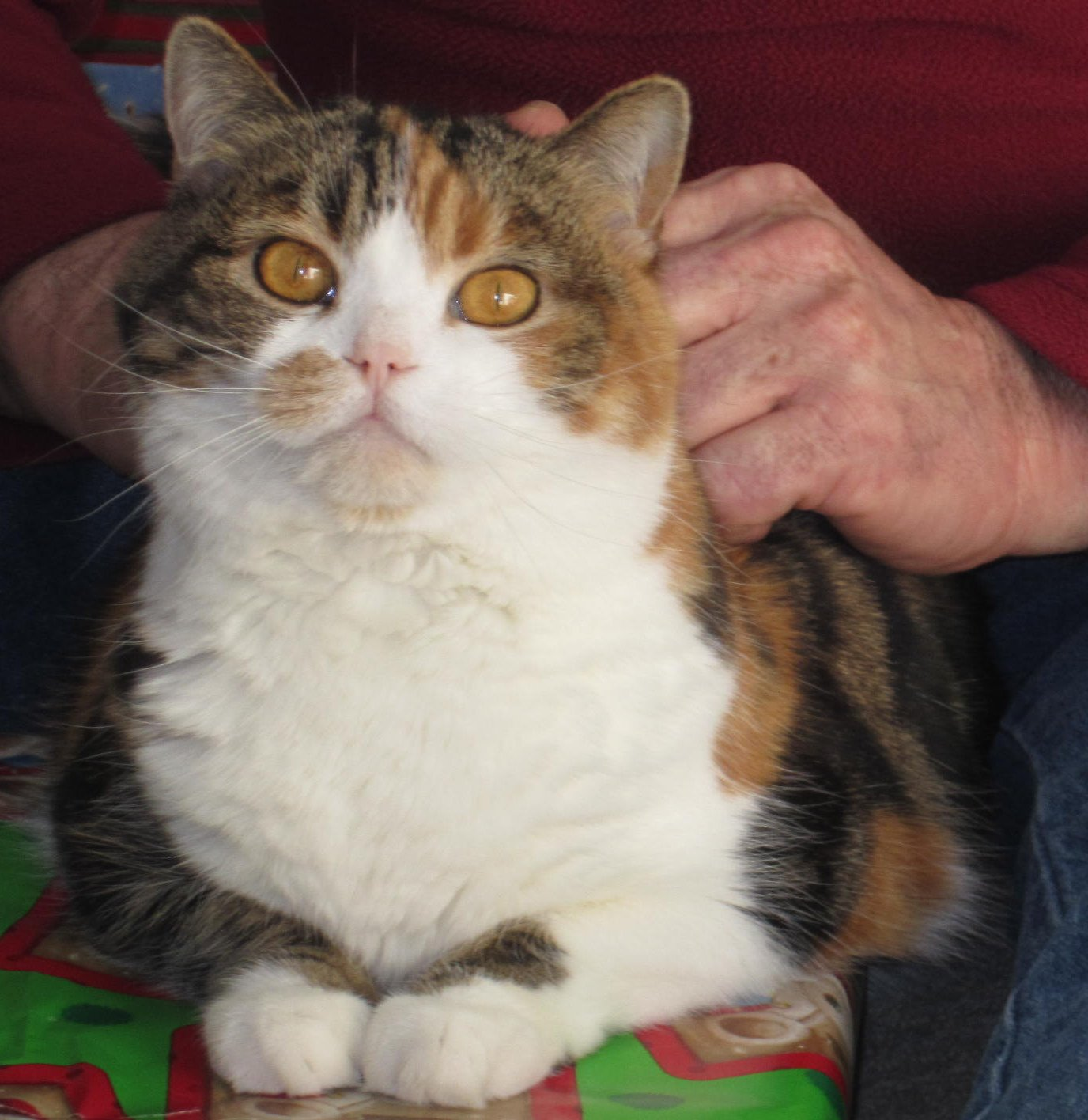
Skotská klapouchá kočka s rovnýma ušima

Výše uvedená tabulka ukazuje jediný akceptovaný způsob páření – páří se tedy vždy klapouchá heterozygotní kočka s kočkou s rovnýma ušima. Polovina koťat jsou klapouché heterozygotní kočky, druhá polovina kočky s rovnýma ušima.
|                       |    | Klapouchý heterozygot |       |
| Fd                    | fd |                       |       |
| Klapouchý heterozygot | Fd | Fd Fd                 | Fd fd |
| Klapouchý heterozygot | fd | fd Fd                 | fd fd |

Spáření dvou klapouchých heterozygotních jedinců není akceptovatelné proto, že 25 % koťat budou klapouší homozygotní jedinci.

## Zdraví
Typická doba života skotské klapouché kočky je 15 let.
Skotské klapouché kočky jsou náchylné k PKD (polycystic kidney disease – genetická choroba způsobující abnormální výskyt a růst cyst v ledvinách) a kardiomyopatii.

### Osteochondrodysplasie
Osteochondrodysplasie (OCD) je porucha, která ovlivňuje vývoj kostí a chrupavek. Tato porucha je zodpovědná za klapouchost skotských klapouchých koček a podle dosud provedených studií jí ve větší či menší míře trpí všechny klapouché exempláře skotských klapouchých koček. Homozygotní jedinci mívají často deformované kosti a trpí již od raného věku těžkými a bolestivými formami osteoartritidy. Osteoartritida se objevuje i u heterozygotních jedinců, většinou však v méně vážné formě a až v pozdním věku.
Zodpovědní chovatelé při množení páří vždy heterozygotního jedince a kočku s rovnýma ušima (viz též sekce Genetika), aby nedošlo ke zplození homozygotních koťat. Avšak výskyt progresivní osteoartritidy různých stupňů závažnosti i u heterozygotních jedinců je důvodem, proč někteří výzkumnici doporučují zcela ustat s chovem tohoto plemene. Z tohoto důvodu také plemeno není akceptováno chovatelskými organizacemi GCCF a FIFe.
Chovatelé z americké CFA tvrdí, že cílený chov vedl v jejich chovech k vymýcení výskytu koček s deformovanými ocasy a kostními lézemi. V diskusi FIFe zástupce britských chovatelů skotských klapouchých koček prohlásil, že britští chovatelé u svých koček nevidí zdravotní problémy a že studie, podle které se zdravotní problémy (osteoartritida) projevují, byť v malé míře, u všech heterozygotních skotských klapouchých koček, zahrnovala příliš malý počet jedinců. Zhruba třem stovkám chovatelů skotských klapouchých koček byla prezentována nabídka na zrentgenování jejich kočky zdarma za účelem nalezení klapouchého jedince se zdravýma zadníma nohama, nabídka však nikdy nebyla přijata. S podobnou nabídkou přišli také zástupci chovatelské organizace WCF ve spolupráci s genetičkou Leslie Lyonsovou. Ani tato nabídka se nedočkala přijetí. FIFe prohlásila, že o uznání skotské klapouché kočky nebude uvažovat, dokud chovatelé nenechají svá zvířata testovat.